# Олійник Пелагія Гаврилівна
Пелагія Гаврилівна Олійник (8 березня 1910, Середній Бурлук — 21 березня 1988) — українська радянська діячка сільського господарства, ланкова радгоспу «Червона Хвиля» у Великобурлуцькому районі. Герой Соціалістичної Праці.

## Життєпис
Пелагія Олійник народилася 8 березня 1910 року у селі Середній Бурлук Вовчанського повіту в українській селянській родині. Здобула початкову освіту, працювала у радгоспі «Червона Хвиля». У 1947 році очолила рільничу ланку з вирощення зернових культур. У 1947 році радгосп зібрав рекордну кількість зернових культур, зокрема ланка Олійник зібрала 23,4 центнера озимої пшениці з гектара на загальній площі у 20 гектар. За що Президія Верховної ради СРСР указом від 13 березня 1948 року надала Пелагії Олійник звання Героя Соціалістичної Праці з врученням ордена Леніна та медалі «Серп і Молот». Окрім неї, звання героя отримали ще вісім працівників «Червоної Хвилі», це директор радгоспу Олександр Майборода, керівник 1-го відділу радгоспу Пилип Куценко та ланкові: Марія Губіна, Варвара Житник, Катерина Колесник, Тетяна Лідовська, Ганна Пасмур і Варвара Сіренко.
Мешкала у селі Вільхівка Харківського району. Померла Пелагія Олійник 21 березня 1988 року, похована на сільському кладовищі.

## Нагороди
Була відзначена такими нагородами:
- Герой Соціалістичної праці (13.03.1948)
- орден Леніна (13.03.1948)
- медаль «Серп і Молот» (13.03.1948)